# 上書房 (電視劇)
《上书房》是一部2008年首播的中国大陆古装宫廷剧，由中央电视台影视部和中视传媒股份有限公司联合出品，香港知名导演曾丽珍执导，并由袁弘、何苗、杨幂、王庆祥、刘斌、寇振海等领衔主演。全剧以清朝雍正年间皇子们的读书场所上书房为背景，讲述了青年时期的乾隆帝在诸阿哥们的明争暗斗中历经种种挫折与磨难，最终成长为皇位接班人的故事。
该剧于2005年6月30日在浙江横店影视城正式开机，历时四个多月拍摄后至同年11月杀青关机。2008年1月6日，本剧在中央电视台电视剧频道（CCTV-8）黄金档全国首播。台灣OTT由LiTV 線上影視全劇上架。

## 角色列表
- 袁弘 飾 四阿哥（弘曆，乾隆帝）——雍正帝第四子，寶親王，清朝第五位皇帝，喜歡慧如，後娶敦兒為嫡福晉，也是未來的乾隆皇帝
- 何苗 飾 朱慧如——朱心仁之女，漢軍旗，敦兒的好友，喜歡四阿哥弘曆
- 楊冪 飾 富察敦兒（孝賢純皇后）——乾隆帝原配皇后，李榮保之女，滿洲鑲黃旗，出生高貴，聰明冷靜，人稱大姑，慧如的好友，喜歡四阿哥弘曆，後為寶親王的嫡福晉，也是未來乾隆的富察皇后
- 寇振海 飾 雍正帝——康熙帝第四子，雍親王，清朝第四位皇帝，三阿哥弘時、四阿哥弘曆、五阿哥弘晝之父
- 劉蓓 飾 熹貴妃（孝聖憲皇后）——雍正帝嬪妃，四阿哥弘曆的母親
- 王慶祥 飾 朱心仁——上書房總領師傅
- 張鴻斌 飾 允祿——康熙帝第十六子，雍正帝十六弟，莊亲王
- 王陽 飾 允祕——康熙帝第二十四子，雍正帝幼弟，𫍯亲王
- 劉斌 飾 田體剛——上書房師傅
- 陳寶國 飾 一青——游方道士，真实身份为雍正政敌允禩生前心腹
- 史林 飾 三阿哥（弘時）——雍正帝第三子
- 艾東 飾 五阿哥（弘昼）——雍正帝第五子，和親王，弘時與弘曆的弟弟，心中想當皇帝與迎娶敦兒，喜歡富察敦兒，並想讓敦兒嫁給自己當嫡福晉
- 陳紫鵬 飾 六阿哥（弘曕）——雍正帝第六子
- 金莉莉 飾 皇后（孝敬憲皇后）——雍正帝原配皇后，烏拉那拉氏
- 飾 马持礼（傅恒）——乾隆帝的孝賢純皇后的弟弟，滿洲鑲黃旗，富察敦兒的弟弟
- 飾 弘升

## 電視劇歌曲
| 曲序 | 曲目                   |              | 作曲   | 演唱者       |
| ---- | ---------------------- | ------------ | ------ | ------------ |
| 1.   | 《比天更高》（片頭曲） | 崔恕         | 李海鷹 | 孫楠         |
| 2.   | 《晨露》（片尾曲）     | 崔恕、李海鷹 | 李海鷹 | 谭晶、沙宝亮 |
| 3.   | 《千秋萬歲》（插曲）   | 崔恕         | 李海鹰 | 沙寶亮       |

## 作品的變遷
| 臺灣 年代MUCH台 週一至五 09:00-10:30                                              | 臺灣 年代MUCH台 週一至五 09:00-10:30 | 臺灣 年代MUCH台 週一至五 09:00-10:30 |
| --------------------------------------------------------------------------------- | ------------------------------------ | ------------------------------------ |
|                                                                                   | 上書房 （2012.11.13 - 2012.12.19)    |                                      |
| 神探狄仁杰 （2012.08.30 - 2012.10.03） 天下(大明天下) （2012.10.04 - 2012.11.12） | 血色迷霧 （2012.12.20 - 2013.01.29)  |                                      |